# Гадалей
Гадалей — село в Тулунском районе Иркутской области. Административный центр Гадалейского муниципального образования.

## География
Село находится на расстоянии 23 км к юго-востоку от города Тулун, административного центра района.

## История
В селе в 1881—1904 годах действовала Гадалейская Вознесенская церковь.

## Население
| 2002 | 2010  | 2011  | 2012  |
| ---- | ----- | ----- | ----- |
| 1155 | ↘1101 | ↘1097 | ↘1082 |

### Половой состав
По данным Всероссийской переписи населения 2010 года, в селе проживало 1101 человек (528 мужчин и 573 женщины).

## Улицы
| - ул. 40 лет Победы, - ул. Береговая, - пер. Ветеранов, - ул. Заречная, - ул. Ленина, | - ул. Молодёжная, - пер. Огородный, - ул. Октябрьская, - пер. Речной, - ул. Советская, | - ул. Сорокина, - ул. Степная, - ул. Угорская, - ул. Школьная, - пер. Школьный. |

## Известные уроженцы
- Мурашев, Алексей Андрианович (1919—1968) — советский лётчик-ас, полковник, Герой Советского Союза.
- Сигаев, Николай Емельянович (1921—1943) — советский военнослужащий, капитан, Герой Советского Союза.
- Сорокин, Андрей Алексеевич (1905—1944) — советский военнослужащий, рядовой, Герой Советского Союза.